# Moviment Democràtic de les Forces pel Canvi - Partit Liberal
El Moviment Democràtic de les Forces pel Canvi - Partit Liberal (MDFM-PL) (portuguès: Movimento Democrático das Forças da Mudança – Partido Liberal) és un partit polític de São Tomé i Príncipe.
Es va formar després de les eleccions presidencials del 29 de juliol de 2001 pels partidaris del president electe Fradique de Menezes. Tomé Vera Cruz és el secretari general del partit.
A les eleccions legislatives de 3 de març de 2002 va guanyar juntament amb Partit de Convergència Democràtica - Grup de Reflexió el 39,4% dels vots i 23 dels 55 escons. La mateixa aliança tornà a les eleccions legislatives del 26 de març de 2006 amb el 36,79% dels vots i 23 dels 55 escons.
Fradique de Menezes, qui representà al partit a les eleccions presidencials del 30 de juliol de 2006, fou reelegit amb el 60,58% dels vots.